# Bohn Gass
Elvino José Bohn Gass (Santo Cristo, 5 de fevereiro de 1962) é um agricultor familiar, professor e político brasileiro filiado ao Partido dos Trabalhadores (PT). Atualmente exerce seu quarto mandato de deputado federal pelo Rio Grande do Sul. Até junho de 2021, Bohn Gass divergiu do governo Bolsonaro em 81% das vezes nas votações da câmara.

## Biografia
Bohn Gass nasceu no município gaúcho de Santo Cristo em 1962 e é filho de Ervino Bohn Gass e Olga Bohn Gass. Formou-se em Licienciatura de Estudos Sociais e Licenciatura de História na Universidade Regional do Noroeste do Estado do Rio Grande do Sul (UNIJUÍ). Filiou-se ao Partido dos Trabalhadores (PT) em 1984. Foi presidente do Sindicato dos Trabalhadores Rurais de Santo Cristo entre 1986 e 1989 e entre 1992 e 1995. Elegeu-se vereador de Santo Cristo em 1996 e deputado estadual em 1998, reelegendo-se mais duas vezes. Em 2008 pós-graduou-se em Gestão Social pela Universidade Federal do Rio Grande do Sul (UFRGS).

### Deputado federal
Na eleição de 2010, o PT elegeu Tarso Genro como governador, enquanto Bohn Gass se elegeu pela primeira vez deputado federal. Nesse primeiro mandato na câmara, ele convergiu com os ruralistas numa primeira votação sobre o Novo Código Florestal, mas divergiu posteriormente. Foi contrário ao projeto que não previa a destinação de 100% dos royalties do petróleo para a educação. Em 2011 foi contra a proposta de aumento do salário mínimo para R$ 600 (defendendo a proposta do governo Dilma de R$ 545). Votou a favor da expropriação de imóveis onde houver trabalho escravo (destinando-os à reforma agrária ou a programas de habitação popular) e contra a PEC do orçamento impositivo.
Na eleição de 2014, o PT tentou a reeleição de Tarso ao governo do estado sem êxito, enquanto Bohn Gass se reelegeu deputado federal. Nesse segundo mandato, ele cronologicamente votou contra o PL 4330 da Terceirização; a favor das Medidas Provisórias 664 e 665 (de ajuste fiscal propostas por Dilma Rousseff) relativas à pensão por morte e ao seguro desemprego respectivamente; contra o Impeachment de Dilma (PT); a favor da cassação de Eduardo Cunha (PMDB); contra desobrigar a Petrobras de participar de todos os blocos de exploração do pré-sal; contra a PEC do Teto de Gastos; contra a reforma do ensino médio; contra a Reforma Trabalhista; a favor de assegurar a prática da vaquejada como manifestação cultural (na 2º turno); contra a rejeição das denúncias contra Michel Temer (PMDB); contra a MP da reforma do FIES e contra a intervenção federal na segurança do RJ.
Na eleição estadual de 2018, o PT teve Miguel Rossetto como candidato ao governo do estado (não chegando ao segundo turno), enquanto Bohn Gass se reelegeu deputado federal. Em seu terceiro mandato na câmara, ele cronologicamente votou contra a MP 867 (que segundo ambientalistas alteraria o Código Florestal anistiando desmatadores); a favor de criminalizar responsáveis por rompimento de barragens; contra a PEC da Reforma da Previdência e a favor de excluir os professores nas regras da mesma; contra a MP da Liberdade Econômica; a favor de alteração no Fundo Eleitoral; a favor de aumento do Fundo Partidário; contra cobrança de bagagem por companhias aéreas; contra o PL 3723 que regulamenta a prática de atiradores e caçadores; a favor do "Pacote Anti-crime" de Sergio Moro; contra o Novo Marco Legal do Saneamento; a favor de redução do Fundo Eleitoral; contra a suspensão do mandato do deputado Wilson Santiago (PTB/PB), acusado de corrupção; a favor de ajuda financeira aos estados durante a pandemia de COVID-19; contra o Contrato Verde e Amarelo; contra a MP 910 (conhecida como MP da Grilagem); contra a flexibilização de regras trabalhistas durante a pandemia; contra o congelamento do salário dos servidores; contra a anistia da dívida das igrejas; a favor da convocação de uma Convenção Interamericana contra o Racismo; duas vezes contra destinar verbas do novo FUNDEB para escolas ligadas às igrejas; contra a autonomia do Banco Central; a favor da manutenção da prisão do deputado bolsonarista Daniel Silveira (PSL/RJ); contra a validação da PEC da Imunidade Parlamentar; contra a PEC Emergencial (que trata do retorno do auxílio emergencial por mais três meses e com valor mais baixo); contra permitir que empresas possam comprar vacinas da COVID-19 sem doar ao SUS; contra classificar a educação como "serviço essencial" (possibilitando o retorno das aulas presenciais durante a pandemia); contra acabar com o Licenciamento Ambiental para diversas atividades; a favor da suspensão de despejos durante a pandemia; contra a privatização da Eletrobras e a favor de dificultar a  punição por improbidade administrativa.

## Desempenho eleitoral
| Ano  | Eleição                       | Cargo             | Partido | Coligação                          | Suplentes                                      | Votos           | Resultado                                           |
| ---- | ----------------------------- | ----------------- | ------- | ---------------------------------- | ---------------------------------------------- | --------------- | --------------------------------------------------- |
| 1994 | Estadual do Rio Grande do Sul | Deputado Estadual | PT      | PT / PCdoB / PSB / PPS / PV / PSTU | —                                              | 17.155          | Suplente (64ª pessoa mais votada, 11ª na coligação) |
| 1996 | Municipal de Santo Cristo     | Vereador          | PT      | sem coligação proporcional         | Genoveva Hass (PT), Jorge Nonnemacher (PT)     | 901 (9,09%)     | Eleito (a pessoa mais votada)                       |
| 1998 | Estadual do Rio Grande do Sul | Deputado Estadual | PT      | PT / PCdoB / PCB / PSB             | Jussara Cony (PCdoB), José Gomes (PT)          | 30.282 (0,69%)  | Eleito (33ª pessoa mais votada, 8ª na coligação)    |
| 2002 | Estadual do Rio Grande do Sul | Deputado Estadual | PT      | PT / PCdoB / PCB / PMN             | Miriam Marroni (PT), Roque Graziottin (PT)     | 60.578 (1,13%)  | Reeleito (5ª pessoa mais votada, 2ª na coligação)   |
| 2006 | Estadual do Rio Grande do Sul | Deputado Estadual | PT      | PT / PCdoB                         | Julio Quadros (PT), Luís Fernando Schmidt (PT) | 43.770 (0,81%)  | Reeleito (28ª pessoa mais votada, 6ª na coligação)  |
| 2010 | Estadual do Rio Grande do Sul | Deputado Federal  | PT      | sem coligação proporcional         | Paulo Ferreira (PT), Fabiano Pereira (PT)      | 90.096 (1,58%)  | Eleito (23ª pessoa mais votada, 7ª no partido)      |
| 2014 | Estadual do Rio Grande do Sul | Deputado Federal  | PT      | sem coligação proporcional         | Ronaldo Zülke (PT), Ivar Pavan (PT)            | 100.841 (1,83%) | Reeleito (26ª pessoa mais votada, 7ª no partido)    |
| 2018 | Estadual do Rio Grande do Sul | Deputado Federal  | PT      | sem coligação proporcional         | Marco Maia (PT), Claudir Nespolo (PT)          | 102.964 (1,87%) | Reeleito (12ª pessoa mais votada, 4ª no partido)    |
| 2022 | Estadual do Rio Grande do Sul | Deputado Federal  | PT      | PT / PCdoB / PV                    | Reginete Bispo (PT), Anacleto Zanella (PT)     | 131.881 (2,14%) | Reeleito (8ª pessoa mais votada, 3ª no partido)     |